# Bromierte Pflanzenöle
Bromierte Pflanzenöle (englisch brominated vegetable oil, BVO) sind industriell aus natürlichen Pflanzenölen hergestellte fette Öle mit der CAS-Nummer 8016-94-2. Sie enthalten überwiegend bromierte Fettsäuren und werden in den USA als Zusatzstoffe in Getränken verwendet.

## Geschichte
Bromierte Pflanzenöle wurden seit den 1930er-Jahren verbreitet als Zusatzstoff für Getränke verwendet. In Europa sind sie schon länger verboten, z. B. seit 1950 in den Niederlanden. In Japan wurden sie nach 2000 verboten. In den USA wurden sie 1958 von der FDA als GRAS eingestuft. Die Einstufung wurde 1969 wieder gestrichen, sie sind dort aber nach wie vor zugelassen.

## Herstellung und Zusammensetzung

Typisches Beispiel einer Bromaddition an die C=C-Doppelbindungen eines Triglycerids (gemischtes Triacylglycerol). Oben ein Pflanzenöl mit drei ungesättigten Fettsäureresten. Im Zentrum ist in der oberen Strukturformel das dreifach acylierte Glycerin (schwarz markiert) erkennbar. Unten das Bromierungsprodukt (ein bromiertes Pflanzenöl).

Ausgangsprodukt für die Herstellung sind Pflanzenöle, z. B. Sojaöl oder Olivenöl, mit einem großen Anteil an ungesättigten Fettsäuren, insbesondere Linolsäure sowie α- und γ-Linolensäure. Addition von Brom an die Doppelbindungen der Fettsäuren ergibt Fette mit überwiegend gesättigten, bromierten Fettsäuren. Etwa 90 % der bromierten Fettsäuren sind Glycerinester der Dibromstearinsäure und Tetrabromstearinsäure. In geringeren Mengen kommt Hexabromstearinsäure vor sowie verschiedene isomere Fettsäuren, die durch Bromierung nur einer Doppelbindung der Linolensäure entstehen, also eine Doppelbindung und zwei Bromatome tragen. Durch die Herstellung aus unterschiedlichen natürlichen Pflanzenölen variiert jedoch die genaue Zusammensetzung.

## Eigenschaften
Bromierte Pflanzenöle sind ebenso wie natürliche Pflanzenöle flüssig, besitzen im Gegensatz zu diesen aber kaum Doppelbindungen, sodass sie deutlich weniger oxidationsempfindlich sind. Die Dichte beträgt etwa 1,3 g/cm3 im Gegensatz zu etwa 0,9 g/cm3 bei natürlichen Pflanzenölen.

## Verwendung
In der EU sind bromierte Pflanzenöle gemäß der Verordnung (EG) Nr. 1333/2008 als Lebensmittelzusatzstoff nicht zugelassen. In den USA hingegen sind bromierte Pflanzenöle als Zusatzstoff in Getränken mit einer Grenze von 15 ppm zugelassen. Sie werden zum Erzielen einer Trübung (englisch: clouding agent) verwendet sowie als Emulgator um unpolare Zusatzstoffe (zum Beispiel Zitrusöl) in den Getränken zu lösen. Durch Beimengung von bromierten Pflanzenölen zu solchen unpolaren Zusätzen kann deren Dichte an die von Wasser beziehungsweise zuckerhaltigem Wasser angeglichen werden, sodass eine Emulsion lange stabil bleibt. Laut einer Studie (2012) enthielten etwa 15 % der in den USA verkauften Softdrinks bromierte Pflanzenöle, wobei der durchschnittliche Gehalt 8 ppm betrug. Daraus wurde eine jährliche Verwendungsmenge von gut 80 Tonnen geschätzt. Kalifornien hat als erster Bundesstaat ein Verbot für bromierte Pflanzenöle in Lebensmitteln beschlossen, das ab 2027 gilt.

## Toxikologie
In verschiedenen Studien an Tieren wurden gesundheitsschädliche Effekte von bromierten Pflanzenölen festgestellt. Bei Ratten und Schweinen traten an Leber und Nieren Vergrößerung, Fetteinlagerung und Läsionen auf. Bei Ratten traten zusätzlich Veränderungen der Schilddrüse, bei Schweinen Schädigungen des Herzmuskels auf. Außerdem wurde in verschiedenen Studien festgestellt, dass beim Verzehr bromierter Pflanzenöle bromierte Verbindungen (v. a. Dibromstearinsäure und Tetrabromstearinsäure) in Körperfett und Organen angereichert werden. In einer Studie an Ratten wurden erhebliche Konzentrationen von Bromidionen in Blut und Urin gemessen. Bei Ratten wurde außerdem eine Reproduktionstoxizität festgestellt.

## Nachweis
Ein quantitativer Nachweis gelingt durch Gaschromatographie mithilfe eines Flammenionisationsdetektors. Eine andere Methode funktioniert durch Debromierung und potentiometrische Titration der entstehenden Bromidionen. Dazu kann die Probe mit Diethylether extrahiert nach Entfernung des Lösungsmittels der fetthaltige Extrakt mit Natriumborhydrid und Palladium auf Kohle umgesetzt werden. Dadurch werden die bromierten Fettsäuren debromiert und die Menge der entstehenden Bromidionen kann bestimmt werden.